# Lijst van Eerste Kamerleden 1980-1981
Lijst van Eerste Kamerleden 1980-1981 geeft een overzicht van de leden van de Nederlandse Eerste Kamer in de periode tussen de verkiezingen van 1980 en de verkiezingen van 1981. De zittingsperiode van de Eerste Kamer ging in op 16 september 1980 en eindigde op 10 juni 1981. 
De Eerste Kamer telde 75 leden, gekozen door de leden van Provinciale Staten in de elf provincies. Eerste Kamerleden werden gekozen voor een termijn van zes jaar; om de drie jaar werd de helft van de Eerste Kamer vernieuwd.
| Naam                                            | politieke partij                        | KG  | begindatum        | einddatum        | refs   |
| ----------------------------------------------- | --------------------------------------- | --- | ----------------- | ---------------- | ------ |
| Jan Achterstraat                                | Christen-Democratisch Appèl             | III | 16 september 1980 | 10 juni 1981     | [ 1 ]  |
| Hedy d'Ancona                                   | Partij van de Arbeid                    | III | 16 september 1980 | 10 juni 1981     | [ 2 ]  |
| Frans Andriessen                                | Christen-Democratisch Appèl             | I   | 16 september 1980 | 6 januari 1981   | [ 3 ]  |
| Jan Baas                                        | Volkspartij voor Vrijheid en Democratie | II  | 20-09-1977 [ f ]  | 10 juni 1981     | [ 4 ]  |
| Eric van den Bergh                              | Partij van de Arbeid                    | III | 16 september 1980 | 10 juni 1981     | [ 5 ]  |
| Ton van Boven                                   | Volkspartij voor Vrijheid en Democratie | IV  | 20-09-1977 [ f ]  | 10 juni 1981     | [ 6 ]  |
| Jan Christiaanse                                | Christen-Democratisch Appèl             | IV  | 20-09-1977 [ f ]  | 10 juni 1981     | [ 7 ]  |
| Louis van Dalen                                 | Christen-Democratisch Appèl             | II  | 20-09-1977 [ f ]  | 10 juni 1981     | [ 8 ]  |
| Freek Derks                                     | Partij van de Arbeid                    | I   | 16 september 1980 | 10 juni 1981     | [ 9 ]  |
| Isaäc Diepenhorst                               | Christen-Democratisch Appèl             | I   | 16 september 1980 | 10 juni 1981     | [ 10 ] |
| Ruud Eijsink                                    | Christen-Democratisch Appèl             | IV  | 20-09-1977 [ f ]  | 10 juni 1981     | [ 11 ] |
| Greet Ermen                                     | Partij van de Arbeid                    | I   | 16 september 1980 | 10 juni 1981     | [ 12 ] |
| Frans Feij                                      | Volkspartij voor Vrijheid en Democratie | I   | 16 september 1980 | 10 juni 1981     | [ 13 ] |
| Jo Franssen                                     | Christen-Democratisch Appèl             | I   | 16 september 1980 | 10 juni 1981     | [ 14 ] |
| Bas de Gaay Fortman                             | Politieke Partij Radikalen              | II  | 20-09-1977 [ f ]  | 10 juni 1981     | [ 15 ] |
| Wilhelm de Gaay Fortman                         | Christen-Democratisch Appèl             | II  | 20-09-1977 [ f ]  | 10 juni 1981     | [ 16 ] |
| Jan Glastra van Loon                            | Democraten 66                           | I   | 16 september 1980 | 10 juni 1981     | [ 17 ] |
| Berthe Groensmit-van der Kallen                 | Christen-Democratisch Appèl             | III | 16 september 1980 | 10 juni 1981     | [ 18 ] |
| Henk Heijne Makkreel                            | Volkspartij voor Vrijheid en Democratie | III | 16 september 1980 | 10 juni 1981     | [ 19 ] |
| Guus van Hemert tot Dingshof                    | Volkspartij voor Vrijheid en Democratie | I   | 16 september 1980 | 10 juni 1981     | [ 20 ] |
| Johan van Hulst                                 | Christen-Democratisch Appèl             | IV  | 20-09-1977 [ f ]  | 10 juni 1981     | [ 21 ] |
| Jan van der Jagt                                | Gereformeerd Politiek Verbond           | IV  | 20-09-1977 [ f ]  | 10 juni 1981     | [ 22 ] |
| Frans de Jong                                   | Christen-Democratisch Appèl             | I   | 16 september 1980 | 10 juni 1981     | [ 23 ] |
| Gerbrand de Jong                                | Volkspartij voor Vrijheid en Democratie | III | 16 september 1980 | 10 juni 1981     | [ 24 ] |
| Ad Kaland                                       | Christen-Democratisch Appèl             | I   | 16 september 1980 | 10 juni 1981     | [ 25 ] |
| André Kloos                                     | Partij van de Arbeid                    | III | 16 september 1980 | 10 juni 1981     | [ 26 ] |
| Gerard Kolthoff                                 | Partij van de Arbeid                    | II  | 20-09-1977 [ f ]  | 10 juni 1981     | [ 27 ] |
| Chris van Krimpen                               | Partij van de Arbeid                    | II  | 20-09-1977 [ f ]  | 10 juni 1981     | [ 28 ] |
| Bert van Kuik                                   | Christen-Democratisch Appèl             | I   | 16 september 1980 | 10 juni 1981     | [ 29 ] |
| Jan Lamberts                                    | Partij van de Arbeid                    | IV  | 20-09-1977 [ f ]  | 10 juni 1981     | [ 30 ] |
| Madeleen Leyten- de Wijkerslooth de Weerdesteyn | Christen-Democratisch Appèl             | I   | 16 september 1980 | 10 juni 1981     | [ 31 ] |
| Adri Maaskant                                   | Partij van de Arbeid                    | II  | 20-09-1977 [ f ]  | 10 juni 1981     | [ 32 ] |
| Joke van der Meer                               | Partij van de Arbeid                    | IV  | 20-09-1977 [ f ]  | 10 juni 1981     | [ 33 ] |
| Frits von Meijenfeldt                           | Christen-Democratisch Appèl             | II  | 20-09-1977 [ f ]  | 10 juni 1981     | [ 34 ] |
| Koert Meuleman                                  | Staatkundig Gereformeerde Partij        | IV  | 20-09-1977 [ f ]  | 10 juni 1981     | [ 35 ] |
| Jan Mol                                         | Partij van de Arbeid                    | I   | 16 september 1980 | 10 juni 1981     | [ 36 ] |
| Jan Nagel                                       | Partij van de Arbeid                    | II  | 20-09-1977 [ f ]  | 10 juni 1981     | [ 37 ] |
| Wolter Netjes                                   | Christen-Democratisch Appèl             | II  | 20-09-1977 [ f ]  | 10 juni 1981     | [ 38 ] |
| Hans Oskamp                                     | Partij van de Arbeid                    | III | 16 september 1980 | 10 juni 1981     | [ 39 ] |
| Ruud Oudenhoven                                 | Christen-Democratisch Appèl             | II  | 20-09-1977 [ f ]  | 10 juni 1981     | [ 40 ] |
| Aalje Post                                      | Partij van de Arbeid                    | II  | 20-09-1977 [ f ]  | 10 juni 1981     | [ 41 ] |
| Bertus de Rijk                                  | Partij van de Arbeid                    | IV  | 20-09-1977 [ f ]  | 10 juni 1981     | [ 42 ] |
| Ger Schinck                                     | Partij van de Arbeid                    | I   | 16 september 1980 | 10 juni 1981     | [ 43 ] |
| Johan Schlingemann                              | Volkspartij voor Vrijheid en Democratie | III | 2 december 1980   | 10 juni 1981     | [ 44 ] |
| Joris Schouten                                  | Christen-Democratisch Appèl             | III | 16 september 1980 | 10 juni 1981     | [ 45 ] |
| Jos Schreurs                                    | Christen-Democratisch Appèl             | I   | 16 september 1980 | 10 juni 1981     | [ 46 ] |
| Jan Simons                                      | Partij van de Arbeid                    | IV  | 20-09-1977 [ f ]  | 10 juni 1981     | [ 47 ] |
| Rie van Soest-Jansbeken                         | Christen-Democratisch Appèl             | I   | 16 september 1980 | 10 juni 1981     | [ 48 ] |
| Haya van Someren                                | Volkspartij voor Vrijheid en Democratie | III | 16 september 1980 | 12 november 1980 | [ 49 ] |
| Piet Steenkamp                                  | Christen-Democratisch Appèl             | I   | 16 september 1980 | 10 juni 1981     | [ 50 ] |
| Suzanne Steigenga-Kouwe                         | Partij van de Arbeid                    | III | 16 september 1980 | 10 juni 1981     | [ 51 ] |
| Frits Terwindt                                  | Christen-Democratisch Appèl             | II  | 20-09-1977 [ f ]  | 10 juni 1981     | [ 52 ] |
| Govert van Tets                                 | Volkspartij voor Vrijheid en Democratie | IV  | 20-09-1977 [ f ]  | 10 juni 1981     | [ 53 ] |
| Theo Thurlings                                  | Christen-Democratisch Appèl             | I   | 16 september 1980 | 10 juni 1981     | [ 54 ] |
| Pieter Tjeerdsma                                | Christen-Democratisch Appèl             | III | 16 september 1980 | 10 juni 1981     | [ 55 ] |
| Boy Trip                                        | Politieke Partij Radikalen              | IV  | 20-09-1977 [ f ]  | 10 juni 1981     | [ 56 ] |
| Nic Tummers                                     | Partij van de Arbeid                    | I   | 16 september 1980 | 10 juni 1981     | [ 57 ] |
| Frans Uijen                                     | Partij van de Arbeid                    | IV  | 20-09-1977 [ f ]  | 10 juni 1981     | [ 58 ] |
| Lies Uijterwaal-Cox                             | Christen-Democratisch Appèl             | I   | 10 februari 1981  | 10 juni 1981     | [ 59 ] |
| Tom Veen                                        | Volkspartij voor Vrijheid en Democratie | II  | 20-09-1977 [ f ]  | 10 juni 1981     | [ 60 ] |
| Adriaan van Veldhuizen                          | Partij van de Arbeid                    | II  | 20-09-1977 [ f ]  | 10 juni 1981     | [ 61 ] |
| Anne Vermeer                                    | Partij van de Arbeid                    | II  | 20-09-1977 [ f ]  | 10 juni 1981     | [ 62 ] |
| Hugo Versloot                                   | Partij van de Arbeid                    | IV  | 20-09-1977 [ f ]  | 10 juni 1981     | [ 63 ] |
| Jan Vis                                         | Democraten 66                           | III | 16 september 1980 | 10 juni 1981     | [ 64 ] |
| Joop Vogt                                       | Pacifistisch Socialistische Partij      | IV  | 20-09-1977 [ f ]  | 10 juni 1981     | [ 65 ] |
| Louise Vonhoff-Luijendijk                       | Volkspartij voor Vrijheid en Democratie | IV  | 20-09-1977 [ f ]  | 10 juni 1981     | [ 66 ] |
| Martha Vonk-van Kalker                          | Partij van de Arbeid                    | II  | 20-09-1977 [ f ]  | 10 juni 1981     | [ 67 ] |
| Klaas de Vries                                  | Christen-Democratisch Appèl             | III | 16 september 1980 | 10 juni 1981     | [ 68 ] |
| Henk Vrouwenvelder                              | Christen-Democratisch Appèl             | IV  | 20-09-1977 [ f ]  | 10 juni 1981     | [ 69 ] |
| Constant van Waterschoot                        | Politieke Partij Radikalen              | III | 16 september 1980 | 10 juni 1981     | [ 70 ] |
| Ans van der Werf-Terpstra                       | Christen-Democratisch Appèl             | II  | 20-09-1977 [ f ]  | 10 juni 1981     | [ 71 ] |
| Ym van der Werff                                | Volkspartij voor Vrijheid en Democratie | I   | 16 september 1980 | 10 juni 1981     | [ 72 ] |
| Jan-Kees Wiebenga                               | Volkspartij voor Vrijheid en Democratie | II  | 20-09-1977 [ f ]  | 10 juni 1981     | [ 73 ] |
| Kees IJmkers                                    | Communistische Partij Nederland         | III | 16 september 1980 | 10 juni 1981     | [ 74 ] |
| Willem van de Zandschulp                        | Partij van de Arbeid                    | I   | 16 september 1980 | 10 juni 1981     | [ 75 ] |
| Jan Zoon                                        | Partij van de Arbeid                    | III | 16 september 1980 | 10 juni 1981     | [ 76 ] |
| Guus Zoutendijk                                 | Volkspartij voor Vrijheid en Democratie | IV  | 20-09-1977 [ f ]  | 10 juni 1981     | [ 77 ] |